# Johann André Forfang
Johann André Forfang (Tromsø, 4 luglio 1995) è un saltatore con gli sci norvegese.

## Biografia
In Coppa del Mondo ha esordito il 20 dicembre 2014 a Engelberg (12°), ha ottenuto il primo podio il 15 febbraio 2015 a Vikersund (3°) e la prima vittoria il 22 febbraio 2016 a Kuopio. Ha esordito ai Campionati mondiali in occasione della rassegna iridata di Falun 2015 (non classificato nel trampolino normale, 18º nel trampolino lungo). L'anno successivo ha preso parte ai Mondiali di volo di Tauplitz 2016, vincendo la medaglia di bronzo nella gara a squadre e classificandosi 4º nell'individuale; l'anno dopo, ai Mondiali di Lahti 2017, ha vinto la medaglia d'argento nelle gare a squadre dal trampolino lungo e si è classificato 7º nel trampolino normale e 12º nel trampolino lungo.
Ai Mondiali di volo di Oberstdorf 2018 ha vinto la medaglia d'oro nella gara a squadre ed è stato 8º nella gara individuale e ai successivi XXIII Giochi olimpici invernali di Pyeongchang 2018, suo esordio olimpico, ha vinto la medaglia d'oro nella gara a squadre, quella d'argento nel trampolino normale e si è classificato 5º nel trampolino lungo. L'anno successivo ai Mondiali di Seefeld in Tirol è stato 45º nel trampolino normale, 7º nel trampolino lungo e 5º nella gara a squadre. Ai Mondiali di volo di Planica 2020 ha vinto la medaglia d'oro nella gara a squadre e si è classificato 22º nella gara individuale, mentre ai Mondiali di Oberstdorf 2021 si è classificato 13º nel trampolino lungo e 6º nella gara a squadre; ai Mondiali di volo di Vikersund 2022 ha vinto la medaglia di bronzo nella gara a squadre e si è piazzato 10º in quella individuale e ai Mondiali di Planica 2023 ha vinto la medaglia d'argento nella gara a squadre e nella gara a squadre mista ed è stato 12º nel trampolino normale e 10º nel trampolino lungo. Ai Mondiali di volo di Tauplitz 2024 si è classificato 4º sia nella gara individuale sia in quella a squadre e ai Mondiali di Trondheim 2025 si è aggiudicato la medaglia d'oro nella gara a squadre mista, quella di bronzo nella gara a squadre e si è piazzato 5º nel trampolino normale e 30º nel trampolino lungo.

## Palmarès

### Olimpiadi
- 2 medaglie:
  - 1 oro (gara a squadre a Pyeongchang 2018)
  - 1 argento (trampolino normale a Pyeongchang 2018)

### Mondiali
- 5 medaglie:
  - 1 oro (gara a squadre mista a Trondheim 2025)
  - 3 argenti (gara a squadre dal trampolino lungo a Lahti 2017; gara a squadre, gara a squadre mista a Planica 2023)
  - 1 bronzo (gara a squadre a Trondheim 2025)

### Mondiali di volo
- 4 medaglie:
  - 3 ori (gara a squadre a Tauplitz 2016; gara a squadre a Oberstdorf 2018; gara a squadre a Planica 2020)
  - 1 bronzo (gara a squadre a Vikersund 2022)

### Mondiali juniores
- 3 medaglie:
  - 2 ori (trampolino normale, gara a squadre a Almaty 2015)
  - 1 bronzo (gara a squadre a Val di Fiemme 2014)

### Coppa del Mondo
- Miglior piazzamento in classifica generale: 5º nel 2016
- 52 podi (24 individuali, 28 a squadre):
  - 20 vittorie (6 individuali, 14 a squadre)
  - 16 secondi posti (10 individuali, 6 a squadre)
  - 16 terzi posti (8 individuali, 8 a squadre)

#### Coppa del Mondo - vittorie
| Data             | Località          | Nazione     | Trampolino                                                                                    |
| ---------------- | ----------------- | ----------- | --------------------------------------------------------------------------------------------- |
| 22 febbraio 2016 | Kuopio            | Finlandia   | Puijo HS127 (con Kenneth Gangnes, Daniel-André Tande e Anders Fannemel)                       |
| 22 febbraio 2016 | Titisee-Neustadt  | Germania    | Hochfirst HS142                                                                               |
| 19 marzo 2016    | Planica           | Slovenia    | Letalnica HS225 (con Daniel-André Tande, Anders Fannemel e Kenneth Gangnes)                   |
| 18 marzo 2017    | Vikersund         | Norvegia    | Vikersundbakken HS225 (con Daniel-André Tande, Robert Johansson e Andreas Stjernen)           |
| 25 marzo 2017    | Planica           | Slovenia    | Letalnica HS225 (con Robert Johansson, Anders Fannemel e Andreas Stjernen)                    |
| 18 novembre 2017 | Wisła             | Polonia     | Malinka HS134 (con Anders Fannemel, Daniel-André Tande e Robert Johansson)                    |
| 25 novembre 2017 | Kuusamo           | Finlandia   | Rukatunturi HS142 (con Robert Johansson, Anders Fannemel e Daniel-André Tande)                |
| 9 dicembre 2017  | Titisee-Neustadt  | Germania    | Hochfirst HS142 (con Robert Johansson, Daniel-André Tande e Anders Fannemel)                  |
| 4 febbraio 2018  | Willingen         | Germania    | Mühlenkopf HS145                                                                              |
| 10 marzo 2018    | Oslo Holmenkollen | Norvegia    | Holmenkollen HS134 (con Daniel-André Tande, Andreas Stjernen e Robert Johansson)              |
| 17 marzo 2018    | Vikersund         | Norvegia    | Vikersundbakken HS225 (con Daniel-André Tande, Andreas Stjernen e Robert Johansson)           |
| 24 marzo 2018    | Planica           | Slovenia    | Letalnica HS240 (con Daniel-André Tande, Andreas Stjernen e Robert Johansson)                 |
| 1º dicembre 2018 | Nižnij Tagil      | Russia      | Aist HS134                                                                                    |
| 9 marzo 2019     | Oslo Holmenkollen | Norvegia    | Holmenkollen HS134 (con Robin Pedersen, Marius Lindvik e Robert Johansson)                    |
| 7 marzo 2020     | Oslo Holmenkollen | Norvegia    | Holmenkollen HS134 (con Robert Johansson, Daniel-André Tande e Marius Lindvik)                |
| 3 febbraio 2024  | Willingen         | Germania    | Mühlenkopf HS147                                                                              |
| 2 marzo 2024     | Lahti             | Finlandia   | Salpausselkä HS130 (con Halvor Egner Granerud, Kristoffer Eriksen Sundal e Marius Lindvik)    |
| 10 marzo 2024    | Oslo Holmenkollen | Norvegia    | Holmenkollen HS134                                                                            |
| 31 gennaio 2025  | Willingen         | Germania    | Mühlenkopf HS147 (con Thea Minyan Bjørseth, Kristoffer Eriksen Sundal ed Eirin Maria Kvandal) |
| 8 febbraio 2025  | Lake Placid       | Stati Uniti | MacKenzie HS128                                                                               |